# Gulina
Gulina je jedna od 31 worede u regiji Afar u Etiopiji. Predstavlja dio Upravne zone 4. Ewa je smještena blizu podnožja istočne strmine Etiopske visoravni, a graniči na jugu s Ewom, na zapadu s regijom Amhara, na sjeveru s Yalom, i na istoku s Aurom. Glavno naselje Guline je Kelewina.
Prema podacima Središnje statističke agencije iz 2005. godine, ova woreda je imala procijenjenih 21.259 stanovnika, od čega 9.577 muškaraca i 11.682 žena; 784 ili 3,69% stanovništva su živjeli u gradu, što je više od prosjeka zone koji iznosi 1,6%. Ne podataka o površini Ewe, pa se ne može izračunati gustoća stanovništva.